# Melo (genre)
Pour les articles homonymes, voir Melo (homonymie).
Genre
Synonymes
- Melocorona Pilsbry & Olsson, 1954[1]

Melo est un genre de mollusques gastéropodes de la famille des Volutidae.

## Liste des espèces
Selon World Register of Marine Species (1 décembre 2018) :
- Melo aethiopicus (Linnaeus, 1758)
- Melo amphora (Lightfoot, 1786)
- Melo ashmorensis Morrison & Wells, 2005
- Melo broderipii (Gray in Griffith & Pidgeon, 1833)
- Melo georginae (Gray in Griffith & Pidgeon, 1833)
- Melo melo (Lightfoot, 1786)
- Melo miltonis (Gray in Griffith & Pidgeon, 1833)
- Melo umbilicatus Broderip in G. B. Sowerby, 1826

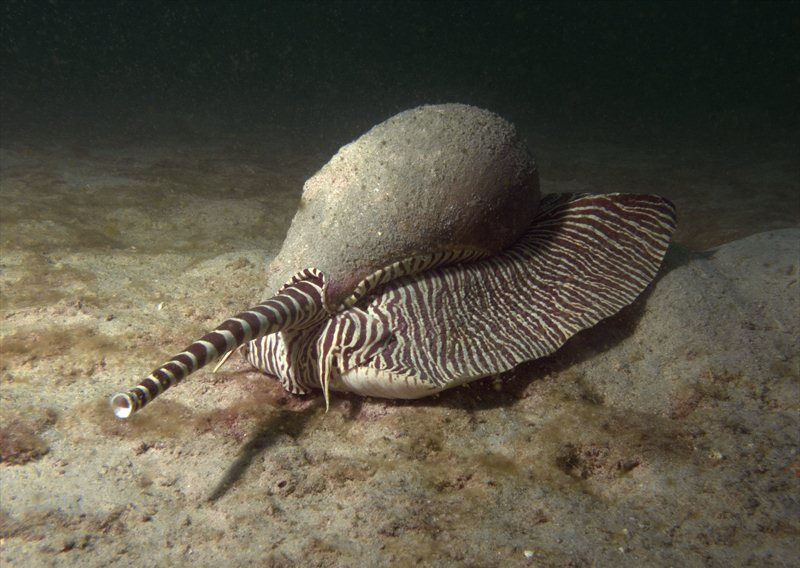
Melo amphora vivant
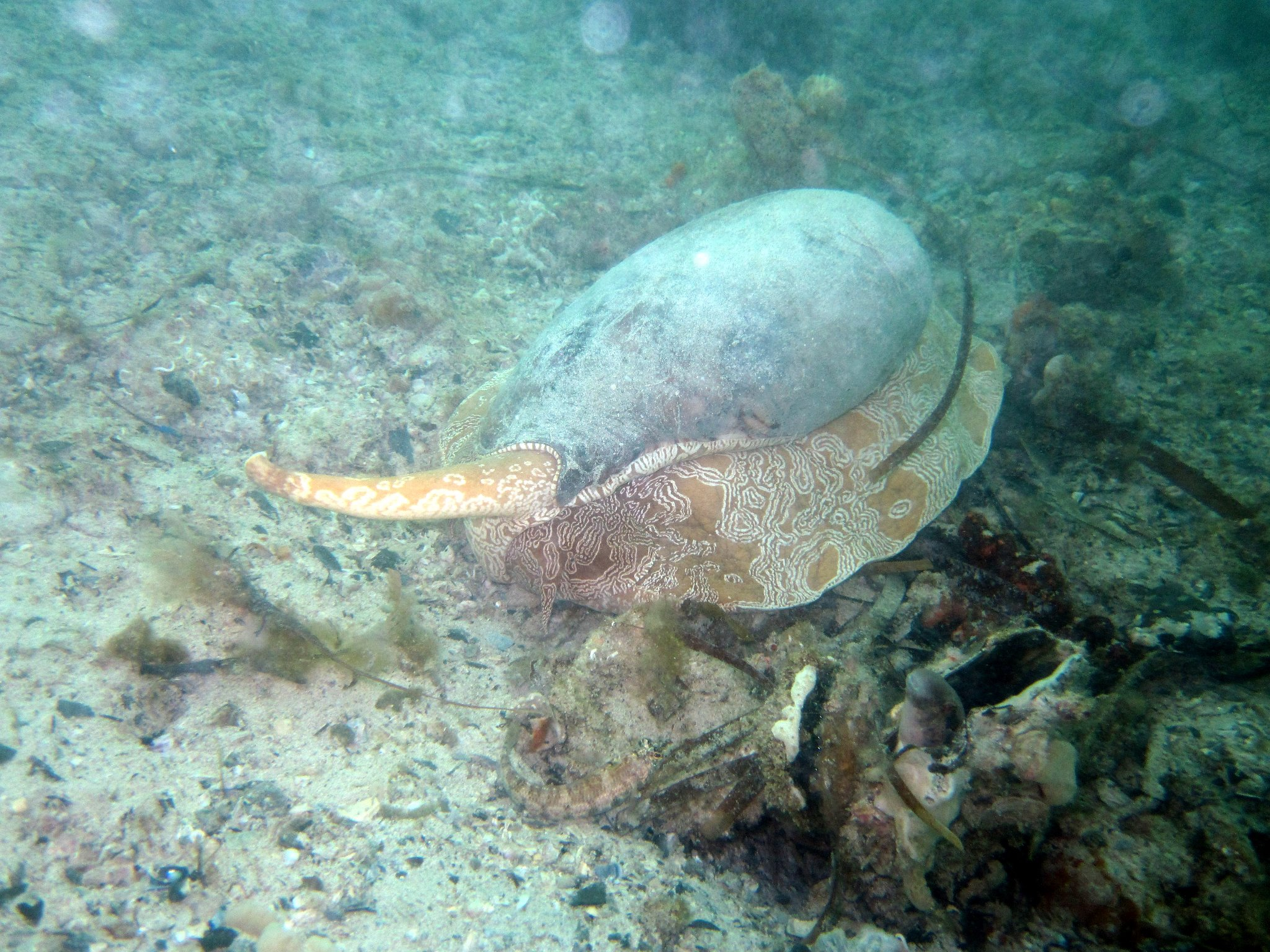
Melo miltonis vivant

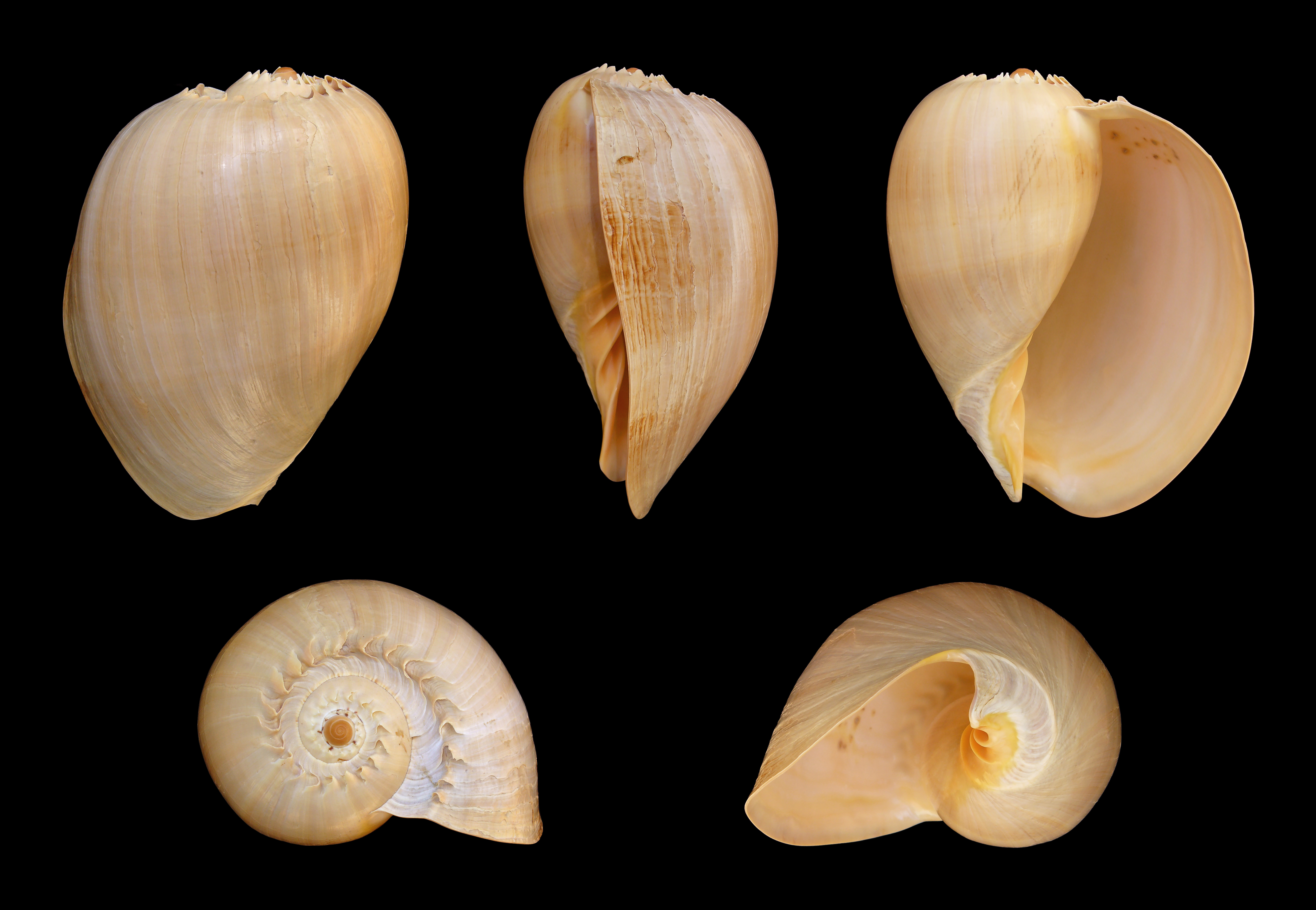
Melo aethiopicus
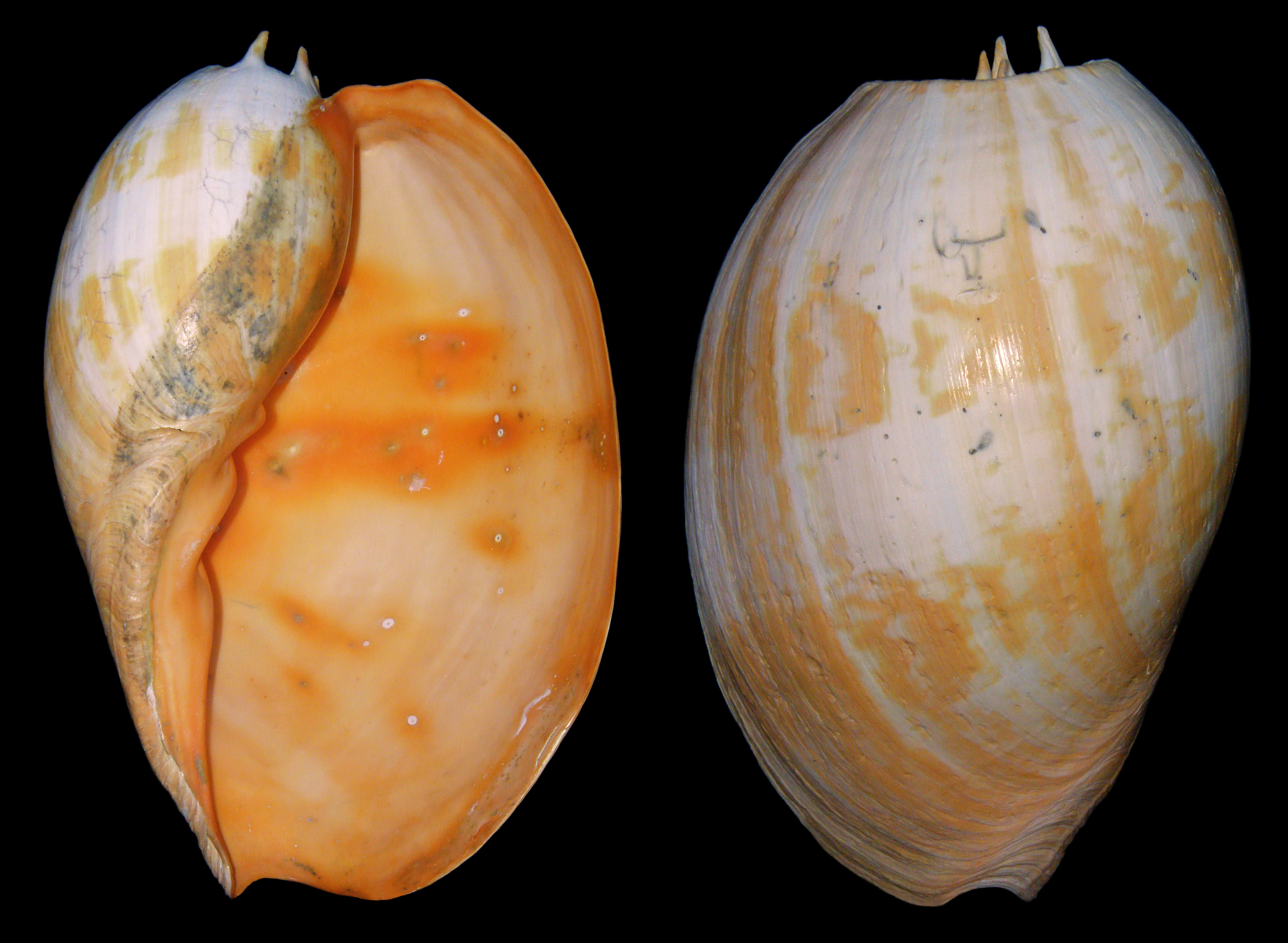
Melo amphora
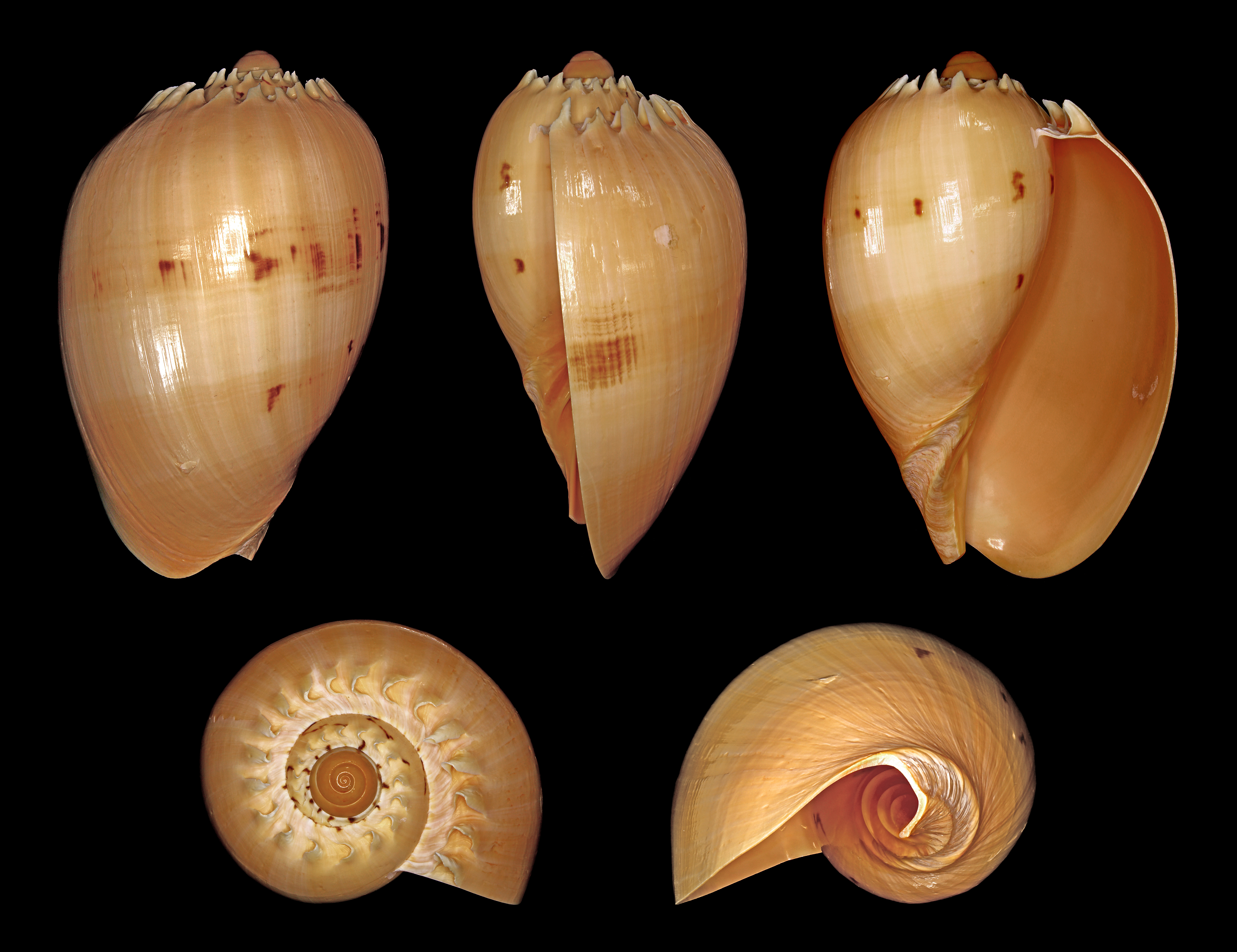
Melo broderipii
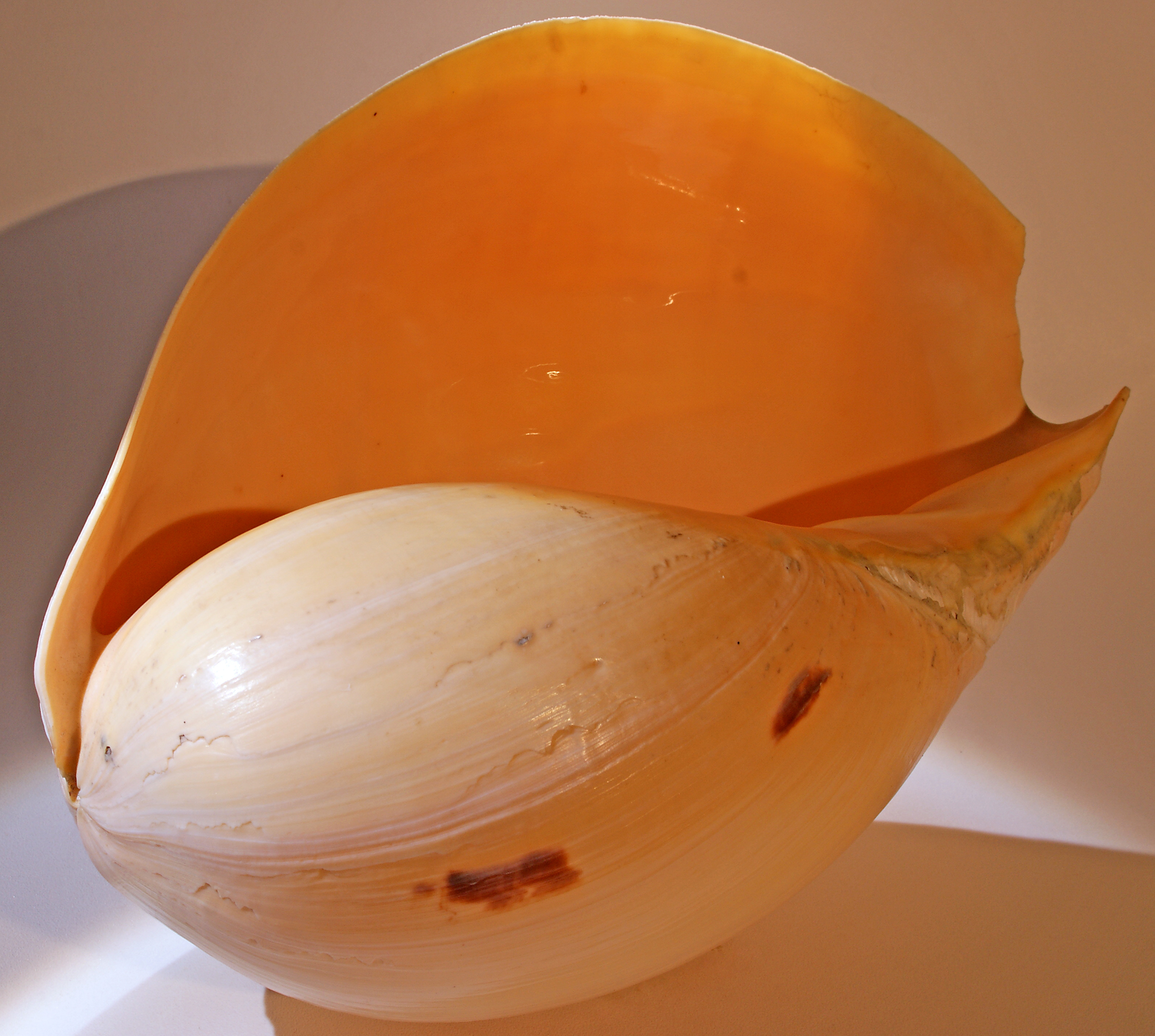
Melo melo
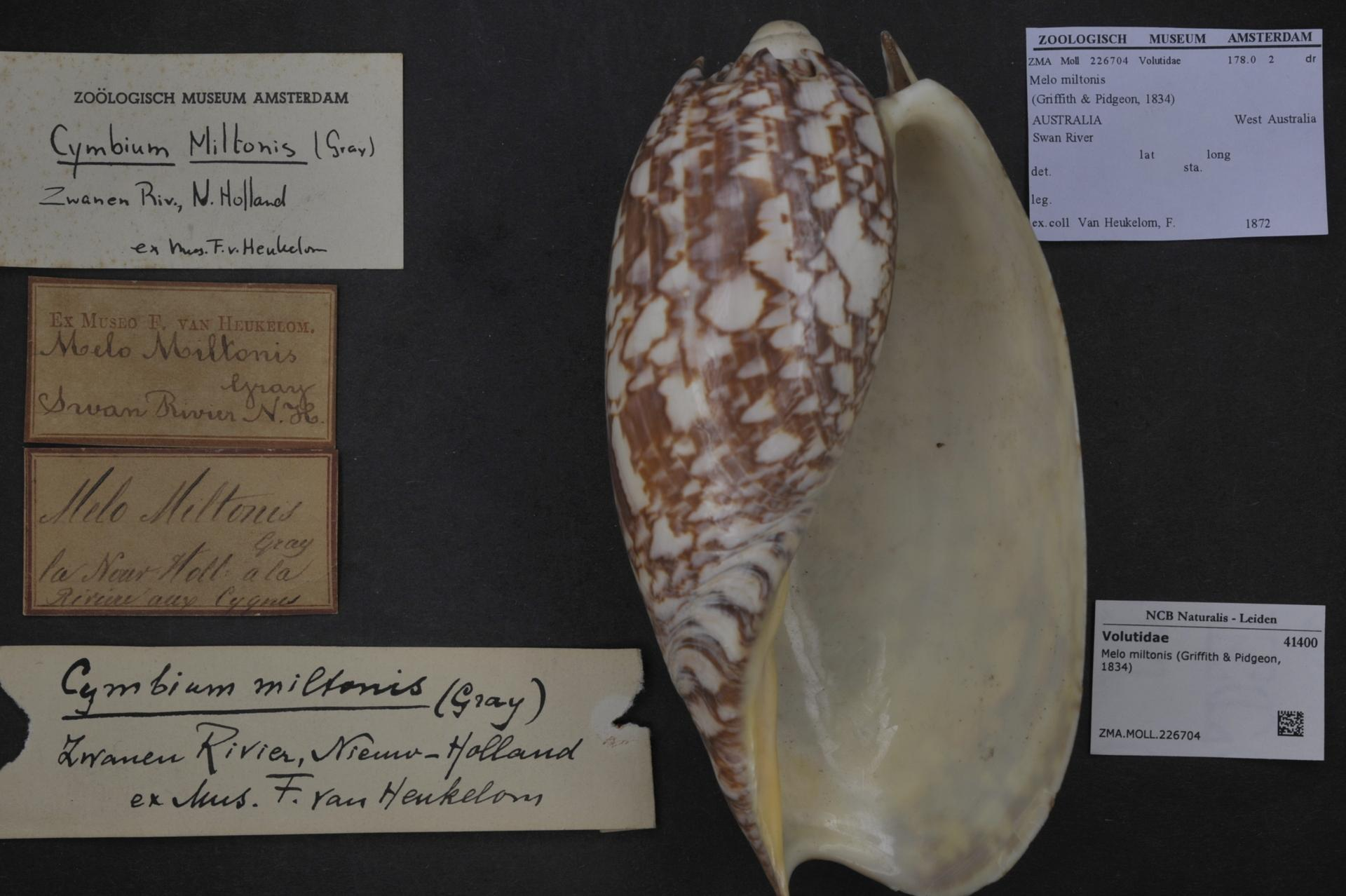
Melo miltonis
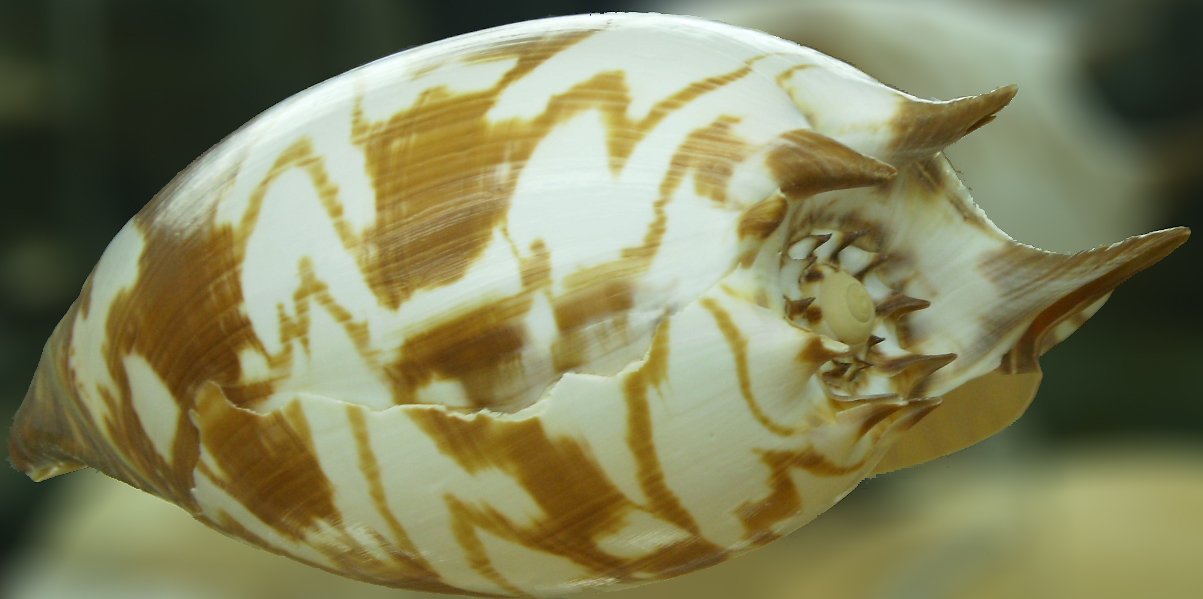
Melo umbilicatus